# Argynne cybèle
Speyeria cybele
Espèce
L'Argynne cybèle (Speyeria cybele) est une espèce nord-américaine de lépidoptères de la famille des Nymphalidae et de la sous-famille des Heliconiinae.

## Dénomination
Speyeria cybele a été nommé par Johan Christian Fabricius en 1775.
Synonymes : Papilio cybele Fabricius, 1775; Papilio daphnis Cramer, 1775.

### Noms vernaculaires
L'Argyne cybèle se nomme Great Spangled Fritillary en anglais.

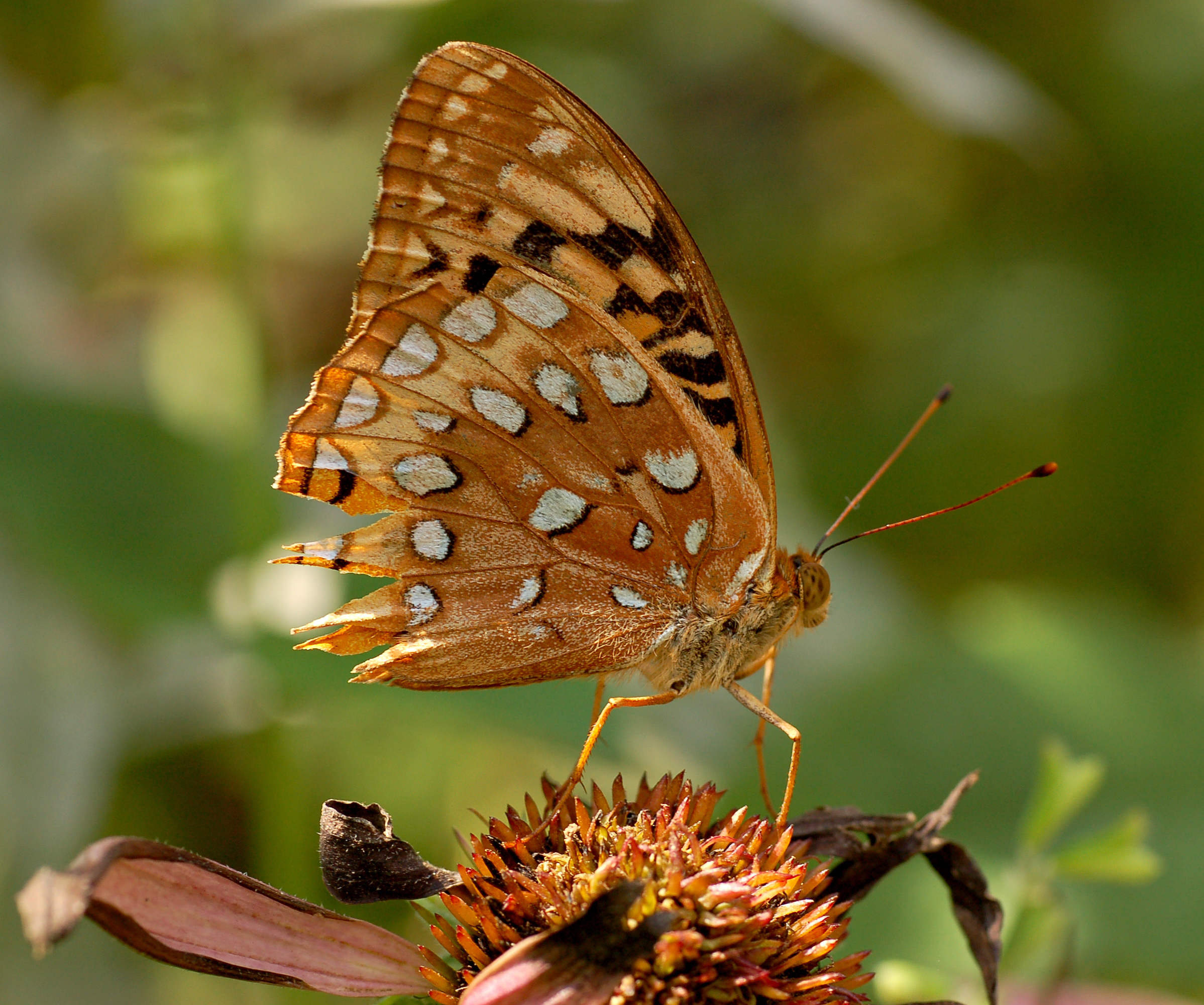
Face inférieure des ailes

### Sous-espèces
- Speyeria cybele carpenterii (Edwards, 1876)
- Speyeria cybele charlottii (Barnes, 1897)
- Speyeria cybele leto (Behr, 1862)
- Speyeria cybele letona dos Passos et Grey, 1945
- Speyeria cybele krautwurmi (Holland, 1931)
- Speyeria cybele novascotiae (McDunnough, 1935)
- Speyeria cybele pseudocarpenteri (F. et R. Chermock, 1940)
- Speyeria cybele pugetensis Chermock et Frechin, 1947[1].

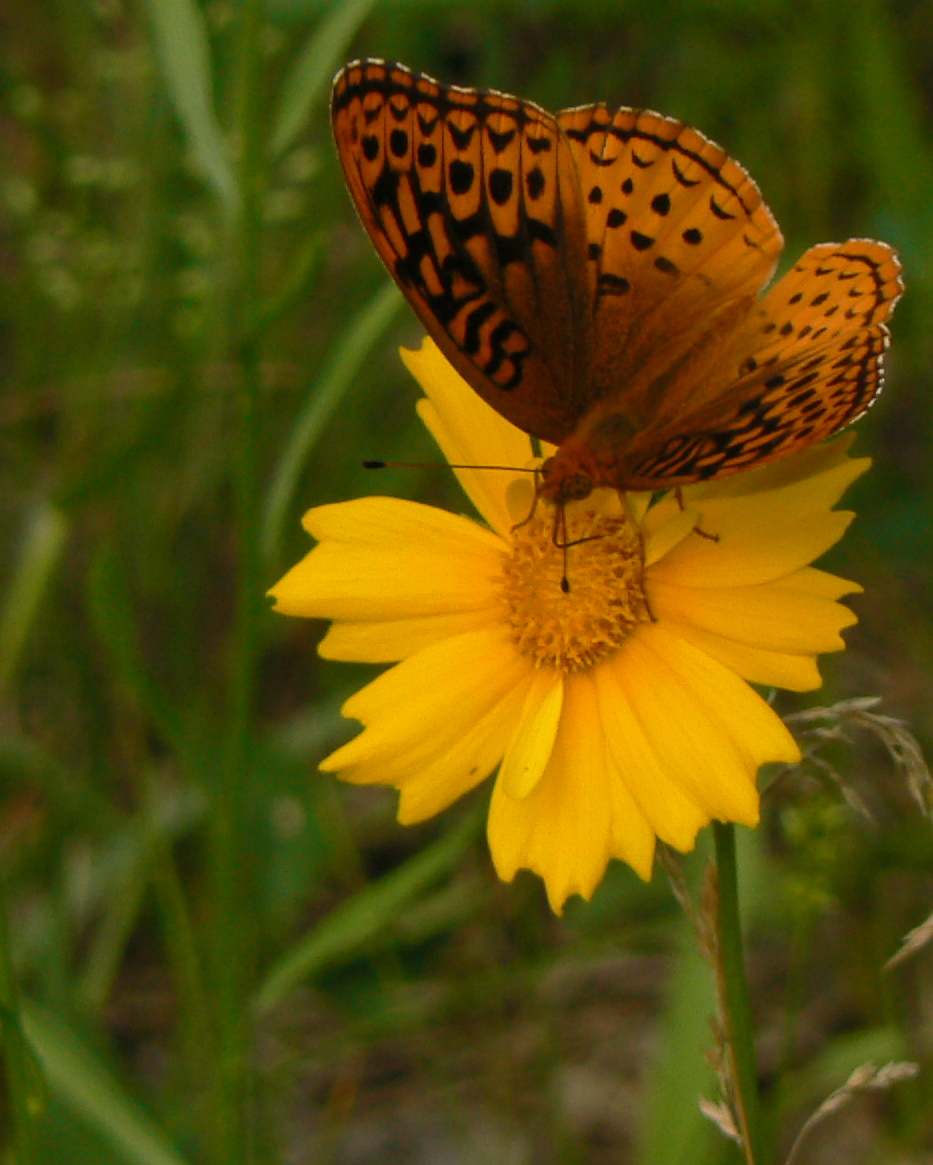
Argynne cybèle

## Description
La chenille, de couleur noire est ornée d'épines noires à base rouge. La chrysalide est brune tachetée.
Au stade adulte, l'Argynne cybèle est un grand papillon de couleur jaune orange brillant ornementé de marron. Son envergure varie de 63 à 101 mm. La face supérieure des ailes est marron près du corps, et orange vers l'extérieur. Des taches noires en forme de croissant, de rond et de damier les ornent.
La face intérieure des ailes antérieures est plus claire avec une ornementation semblable. Celle des postérieures est ornée de taches ovales blanc argenté, et d'une ligne submarginale de taches en demi-cercle blanc nacré,.

## Biologie

### Période de vol et hivernation
L'Argyne cybèle vole en une génération de mi-juin à septembre.
Il hiverne au stade de jeune chenille.

### Plantes hôtes
Le chenille se nourrit de feuilles de violettes, dont Viola rotundifolia. L'adulte se nourrit du nectar de différentes fleurs, dont les chardons du genre Cirsium.

## Écologie et distribution
L'Argyne cybèle est présent en Amérique du Nord, dans tout le Canada au sud de la limite boréale, de la Colombie-Britannique à la Nouvelle-Écosse et la majorité des états des USA, la limite sud étant le centre de la Californie, l'Utah,
le Colorado, le Kansas, l'Oklahoma, l'Arkansas, le Mississippi, l'Alabama, le nord de la Géorgie et la Caroline du Nord,,.

### Biotope
Cette espèce préfère les lieux relativement humides, comme les prairies, les forêts clairsemées, les vallées et le bord des routes.

### Protection
Pas de statut de protection particulier aux USA. La sous-espèce Speyeria cybele pseudocarpenteri est considérée comme menacée au Canada.

## Musique
Un morceau du groupe Cocteau Twins de 1985 porte le nom anglais de cette espèce, Great Spangled Fritillary, présent sur le EP Echoes in a Shallow Bay.